# Caviramus
Caviramus – wczesny pterozaur  żyjący w późnym triasie odnaleziony w formacji Kossen w Alpach w Szwajcarii. Jego znaleziona szczęka obfitowała w zęby o wielu guzkach. Zachowały się 2 takie zęby – pierwszy liczył 3 guzki, kolejny zaś 4. W żuchwie znajdowały się otworki, musiała więc być dość lekka. Wspomniane zęby przypominają te u rodzaju Eudimorphodon, szczęka różni się jednak.
Jest to ważne znalezisko z uwagi na fakt, że pozostałości pterozaurów z triasu są nieliczne.
Etymologia nazwy rodzajowej: łac. cavum, cavi „pusty, dziura, otwór”, od cavus „pusty”; ramus „gałąź”.